# Ókuninusi
Ókuninusi (大国主) a japán sintó vallás egyik istene. A sintó isteneket Japánban kaminak nevezik.
Ókuninusi nevét az irodalomban a Nagy Föld Urának fordítják. Eredetileg Izumo tartomány uralkodójának hitték, majd később ezt a szerepet Ninigi váltotta fel. Ezután sem merült feledésbe, ugyanis helyette a szellem és a varázslat uralkodójává emelték. Azóta az államalapítás, a gazdálkodás, az üzlet és a gyógyászat isteneként tisztelik.

## Legendák

### Inaba fehér nyula

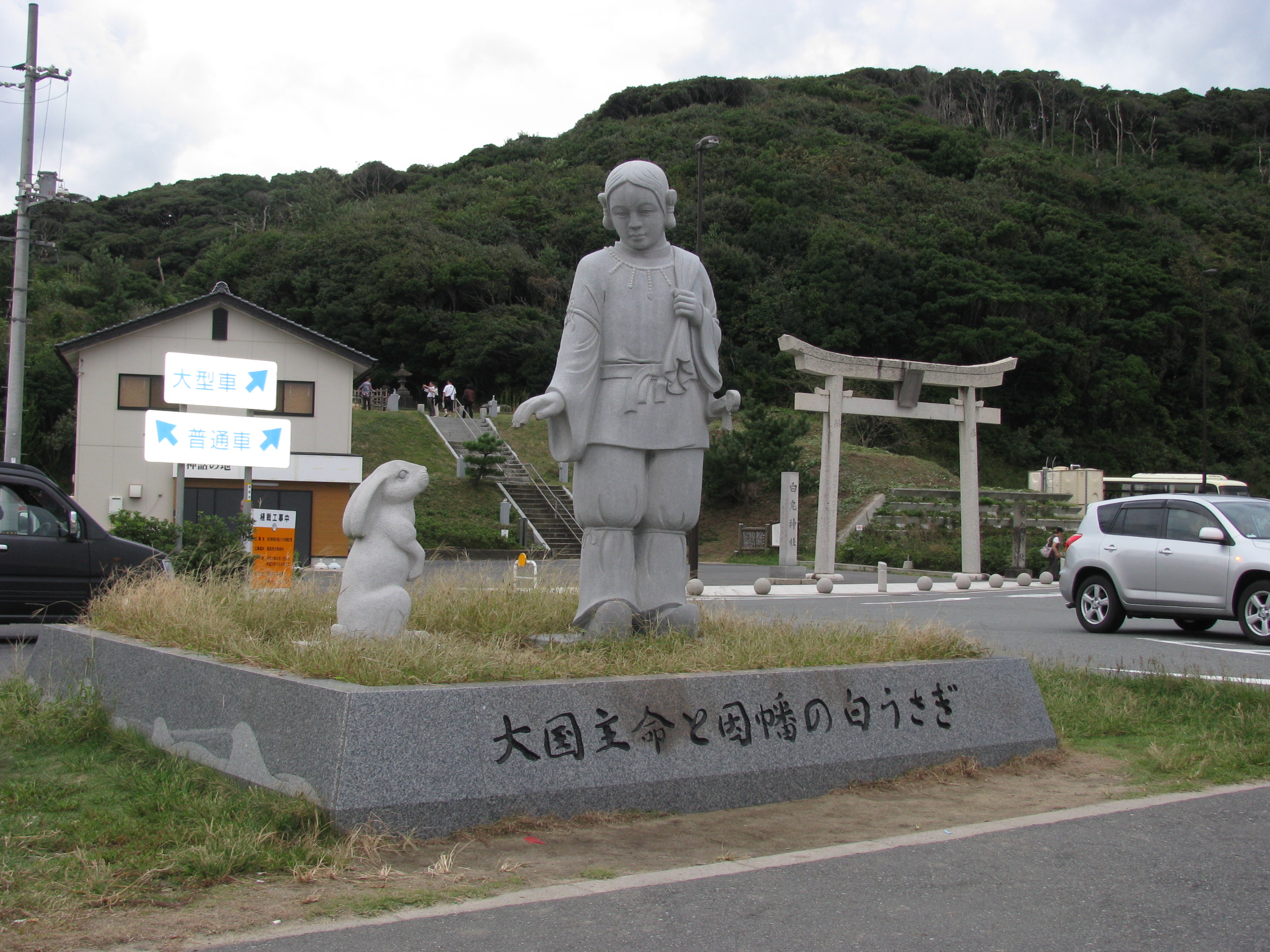
Az inabai fehér nyúl és a fiatal Ókuninusi szobra a Hakuto szentélyben, Tottori városában

Az inabai nyúl története egy híres japán mese, amely a Kodzsikiban tűnt fel, de a Nihonsokiból már kihagyták.
Ókuninusi (akkoriban csak Ónamudzsinak nevezték) és fivérei összesen 80-an voltak testvérek, ráadásul mindannyian istenek, akik Inaba hercegnőjének, Jagami hercegnőnek a kegyeire vágytak. Mindannyian elutaztak Izumóból Inabába, hogy a hercegnőnek udvarolhassanak.
Útközben a fivérek találkoztak egy szegény kicsi nyúllal, aki lenyúzva és megviselve feküdt a tengerparton nagy gyötrelmek közepette. A társaság megkérdezte, hogy mi történt, amire a nyúl azt válaszolta, hogy Oki szigetéről jött a tengeren keresztül.
Kitalált egy tervet, miképpen vegye rá a krokodilokat, hogy segítsenek neki átkelni a tengeren. Az egyik krokodillal fogadott, hogy kinek van több testvére, ezért meg akarta számolni a krokodilokat. A nyúl megkérte a krokodilt, hogy sorakozzanak fel egymás mellett, így a nyúl pedig át tudott ugrálni a krokodilokon. Mielőtt végre biztonságosan partra ért volna, kárörvendezett, hogy becsapta őket, de ekkor az utolsó krokodil elkapta, és letépte a bundáját.
Az istenek, akik meghallgatták kegyetlenek voltak, és egyfajta csínyként azt utasították neki, hogy mossa meg magát a sós tengerben, és szárítsa meg magát a szélben. Természetesen a nyúlnak sokkal nagyobb fájdalmai lettek, mint azelőtt. Ekkor jött Ókuninusi, aki messze lemaradt a többiektől. A melegszívű isten mondta a nyúlnak, hogy menjen a folyó torkolatához, és mossa meg magát a tiszta vízben, aztán szedje össze a virágzó gyékényeket, majd szórja őket a földre, majd addig forogjon, ameddig be nem fedi a gyapjú. A már egészséges nyúl megjósolta Ónamudzsinak, hogy ő lesz az egyedüli, aki megnyeri Jagami himét.  

### Riválisok bosszúja
Úgy történt, ahogy a nyúl megjósolta, Jagami hercegnő Ókuninusit választotta párjának. A vetélytársai, fivérei emiatt dühösek voltak rá, és összeesküvést szőttek ellene. 
Halálbüntetés terhe alatt űzték őt egy piros vadkannal, ami igazából egy szikla volt, és a forróságtól pirosan izzott. Ónamudzsi halálra égett, de anyja (Kusinada-hime), kérve kérte Kami-Musubit, az istenek egyik megalkotóját fia visszahozására, aki két nyugodt istennőt, Kiszagai-himét és Umugi-himét küldte az alvilágba Ókuninusiért. Hogy pontosan mivel segítettek rajta, nem egyértelmű. Több elmélet létezik róla. Az egyik elmélet szerint, az egyik istennő akagait alkalmazott, amely egyfajta kagyló, amivel vért gyűjtötték össze, amit egy másik kagylóba tettek. Ezt a másik kagylófajtát hamagurinak nevezik.
Az ellenfelei ezután becsapták, és rávették, hogy rálépjen egy frissen kivágott fára, amit csak egy ék tartott szét, majd rácsapták, és ezzel újra megölték. Az anyja feltámasztotta még egyszer, de megkérte, hogy keresse meg Szuszanót az alvilágban, és kérjen tőle tanácsot.  

### Szuszeri-Hime szerelme
Az alvilágban találkozott a vihar istenével, Szuszanóval és lányával, Szuszeri-himével, akivel hamarosan szerelembe estek. Szuszanót ez megrémítette, és válaszul, Ókuninusit egy kígyókkal teli szobába küldte aludni, de Szuszeri-hime egy sálat ajándékozott neki, ami megvédte őt. A következő nap Szuszanó egy darazsakkal és százlábúakkal teli szobába küldte, de azt is sikeresen túlélte. Harmadnap egy nyílvesszőt lőtt ki egy hatalmas rétre, és arra utasította, hogy keresse meg. Ókuninusi elindult a keresésére, majd végül elért a rét közepére, ahova Szuszanó kilőtte a nyilat, de Szuszanó tűzbe borította a területet. Végül egy egér sietett a segítségére, aki egy lyukhoz vezette Ókuninusit, ahova el tudott rejtőzni, és a nyílvesszőt is odaadta neki.  

### Izumo uralkodója
Miután Szuszanó mindenféle módját megpróbálta Ókuninusi megölésének, tulajdonképpen elkezdte elfogadni őt. Egy éjszaka, mikor Szuszanó arra utasította, hogy mossa meg a haját, és menjen aludni, Ókuninusi Szuszanó haját a szarufához kötötte, és elmenekültek Szuszeri-himével. Magával vitte Szuszanó íját, nyílvesszőit és kotoját (japán vonós hangszer) is. A pár menekülése közben a koto súrolt egy fát, és megszólalt, amire Szuszanó felébredt. Az isten felugrott, és a hajával lerombolta a helyet, ahová ki volt kötve. Az alvilág határán, Szuszanó már majdnem utolérte a szökevényeket, majd odakiáltott nekik, tanácsolva Ókuninusinak, hogy harcoljon fegyvereivel a testvérei ellen. Ókuninusi megkérdezte tőle, hogy feleségül veheti-e lányát, amibe beleegyezett, valamint elmondta neki, hogy az Uka-hegy lábánál fognak letelepedni. Miután lezajlott az istenítélet, Ókuninusi lett Izumo tartomány uralkodója.  
A Nagy Izumo szentélyt, Ókuninusi szellemének ajánlották fel. Ez a szentély Japán egyik legrégibb és legjelentősebb szentélye.